# Charles Taylor (filozof)
Charles Margrave Taylor (ur. 5 listopada 1931) – kanadyjski filozof, profesor Uniwersytetu McGilla w Montrealu. Laureat Nagrody Kioto w 2008 w dziedzinie sztuki i filozofii.
Postuluje tożsamość zbiorową społeczności, jest klasyfikowany jako zwolennik komunitaryzmu. W książce „Indywidualizm a zmiana społeczna” Zbigniew Bokszański pisze: (Charlesa Taylora), wybitnego znawcy dziejów nowoczesnego indywidualizmu i znanego obrońcy tej idei.

## Publikacje
- The Explanation of Behavior (1964)
- Hegel (1975)
- Hegel and Modern Society (1979)
- Philosophical Papers (2 volumes, 1985)
- Sources of the Self: The Making of Modern Identity (1989)
- The Malaise of Modernity (1991; opublikowana wersja wykładów Massey (Massey Lectures), przedruk w USA jako The Ethics of Authenticity (1992)
- The Politics of Recognition (1992)
- Philosophical Arguments (1995)
- A Catholic Modernity? (1999)
- Modern Social Imaginaries (2004)
- Varieties of Religion Today William James Revisited
- A Secular Age (2007)
- The Language Animal (2016)

## Tłumaczenia prac na język polski
- Źródła współczesnej tożsamości, tłum. Andrzej Kopacki [w:] Tożsamość w czasach zmiany. Rozmowy w Castel Gandolfo, Kraków: Wyd. Znak, 1996, seria Demokracja. Filozofia i praktyka, ISBN 83-7006-458-2 (Identität im Wandel. Castelgandolfo - Gespräche)
- Etyka autentyczności, Kraków: Wyd. Znak, 1996, seria Demokracja. Filozofia i praktyka, ISBN 83-7006-517-1 (The Ethics of Authenticity 1992)
- Źródła podmiotowości. Narodziny tożsamości nowoczesnej, Warszawa: Wyd. Naukowe PWN, 2001, seria Biblioteka Współczesnych Filozofów, ISBN 83-01-13134-9 (Sources of the Self: The Making of Modern Identity 1989)
- Oblicza religii dzisiaj, Kraków: Wyd. Znak, 2002, ISBN 83-240-0171-9 (Varieties of Religion Today William James Revisited)
- Teorie znaczenia, tłum. A. Orzechowski, W. Jach, [w:] Język, dyskurs, społeczeństwo, red. L. Rasińki, Warszawa: Wyd. Naukowe PWN, 2009, s. 147-187, ISBN 978-83-01-15729-6.
- Nowoczesne imaginaria społeczne, tłum. A. Puchejda, K. Szymaniak, Wydawnictwo Znak, 2010, ISBN 978-83-240-1340-1